# Bāmor Kalān
Bāmor Kalān är en ort i Indien.   Den ligger i distriktet Shivpurī och delstaten Madhya Pradesh, i den centrala delen av landet, 400 km söder om huvudstaden New Delhi. Bāmor Kalān ligger 355 meter över havet och antalet invånare är 27 860.
Terrängen runt Bāmor Kalān är platt, och sluttar österut. Runt Bāmor Kalān är det ganska tätbefolkat, med 239 invånare per kvadratkilometer. Det finns inga andra samhällen i närheten. Trakten runt Bāmor Kalān består till största delen av jordbruksmark.